# Patrioten Russlands
Patrioten Russlands (russisch Патрио́ты Росси́и Patrioty Rossii) war eine politische Partei in Russland von 2005 bis 2021.
Die Partei wurde im April 2005 durch Zusammenschluss mehrerer kleiner Parteien gebildet und galt im Wesentlichen als national orientierte Abspaltung der Kommunisten. Laut ihrem Programm strebte die Partei den Aufbau einer sozial gerechten Zivilgesellschaft in Russland durch Vereinigung und gemeinsame Arbeit aller patriotischen Kräfte an. Nationalismus und andere Formen des Extremismus wurden dabei abgelehnt. Im März 2006 konnte die Partei bei den regionalen Parlamentswahlen in den Oblasten Kaliningrad und Orenburg die Fünfprozenthürde nehmen. Im Dezember 2007 trat sie erstmals bei den Wahlen zur Staatsduma an, verfehlte jedoch mit 0,89 % der Stimmen deutlich die Siebenprozenthürde. Auch in den Folgejahren konnte sie nur auf regionaler Ebene Erfolge feiern und erlangte föderationsweit keine bedeutende Stellung.
Der letzte Vorsitzende der Partei war Gennadi Semigin, seit 2003 Duma-Abgeordneter in der Rodina-Fraktion und bis 2004 Mitglied der Kommunistischen Partei Russlands. Anfang 2021 fusionierten die Patrioten Russlands mit der Dumapartei Gerechtes Russland.

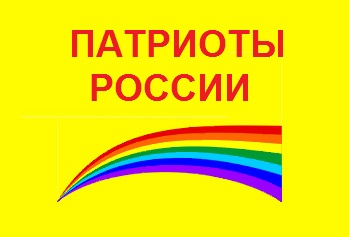
Ehemalige Flagge der Patrioten Russlands